# Ogräsbleklöpare
Ogräsbleklöpare (Dicheirotrichus rufithorax) är en skalbaggsart som först beskrevs av C.R. Sahlberg 1827.  Ogräsbleklöpare ingår i släktet Dicheirotrichus, och familjen jordlöpare. Arten är reproducerande i Sverige.